# Chris Laurence
Chris Laurence (* 6. ledna 1949) je anglický kontrabasista.
Narodil se v Londýně, kde také studoval na Guildhall School of Music. V roce 2006 hrál na sólovém albu Davida Gilmoura nazvaném On an Island. Spolupráci si zopakoval na jeho čtvrté desce Rattle That Lock (2015). Dále byl například členem skupiny Penguin Cafe Orchestra a spolupracoval s dalšími hudebníky, mezi které patří Elton Dean, Phil Collins, Steve Hackett, Tony Coe a Kenny Wheeler.